# آنا (فیلم ۲۰۱۹)
آنا (به انگلیسی: Anna) یک فیلم فرانسوی به زبان انگلیسی در ژانر جاسوسی، مهیج، و اکشن به نویسندگی، تهیه‌کنندگی و کارگردانی لوک بسون است که در سال ۲۰۱۹ منتشر شد. از بازیگران آن می‌توان به ساشا لوس، هلن میرن، لوک ایوانز، و کیلین مورفی اشاره کرد.

## داستان
آنا پولیتووا بر خلاف ظاهر آرامش رازی پنهان دارد و همین باعث شده مهارت و قدرتی را کسب کند که وی را به یکی از مخوف‌ترین آدم‌کش‌های تاریخ تبدیل کند. آنا در مسکو با دوستانی تهیدست و البته خلافکار همخانه است ولی برخورد با مأموران کا گ ب زندگی او را وارد فاز جدیدی می‌کند ….

## بازیگران
- ساشا لوس در نقش آنا
- هلن میرن در نقش اولگا
- لوک ایوانز
- کیلین مورفی در نقش لنی میلر

## تولید
در ۹ اکتبر ۲۰۱۷، گزارش شد که فیلم بعدی لوک بسون، آنا خواهد بود و ساشا لوس، هلن میرن، لوک ایوانز و کیلین مورفی در آن به ایفای نقش خواهند پرداخت.
فیلمبرداری اولیه این فیلم در ابتدای نوامبر ۲۰۱۷ در بلگراد آغاز شد.

## موسیقی متن
سامیت انترتینمنت در ۱۹ ژوئیه ۲۰۱۹ موسیقی متن فیلم اصلی ساخته اریک سرا را منتشر کرد. این فیلم همچنین شامل آهنگ‌های دیگری نیز می‌شود که در متن موسیقی گنجانده نمی‌شود.

## اکران
این فیلم در ۲۱ ژوئن ۲۰۱۹ در ایالات متحده آمریکا اکران شد.  فیلم در سپتامبر ۲۰۱۹ منتشر و در ۲۴ سپتامبر ۲۰۱۹ نیز با کیفیت DVD، بلوری و 4K Ultra HD منتشر شد.